# Borneomangrovemuistimalia
De borneomangrovemuistimalia (Pellorneum macropterum) is een zangvogel uit de familie Pellorneidae. De vogel werd in 1868 door Tommaso Salvadori geldig beschreven. Daarna werd de vogel lange tijd beschouwd als een ondersoort van de mangrovemuistimalia (P. rostratum).

## Verspreiding en leefgebied
Deze soort komt voop op eilanden Borneo en Pulau Banggi.